# Colegio Federado de Ingenieros y Arquitectos de Costa Rica
El Colegio Federado de Ingenieros y Arquitectos de Costa Rica (CFIA) es el organismo que regula la labor profesional de los distintos profesionales de la arquitectura y la ingeniería (en sus diferentes ramas) en la República de Costa Rica. Fue fundada en 1903 como la Facultad Técnica de la República y en 1971 asume su actual nombre ampliando su área de acción.

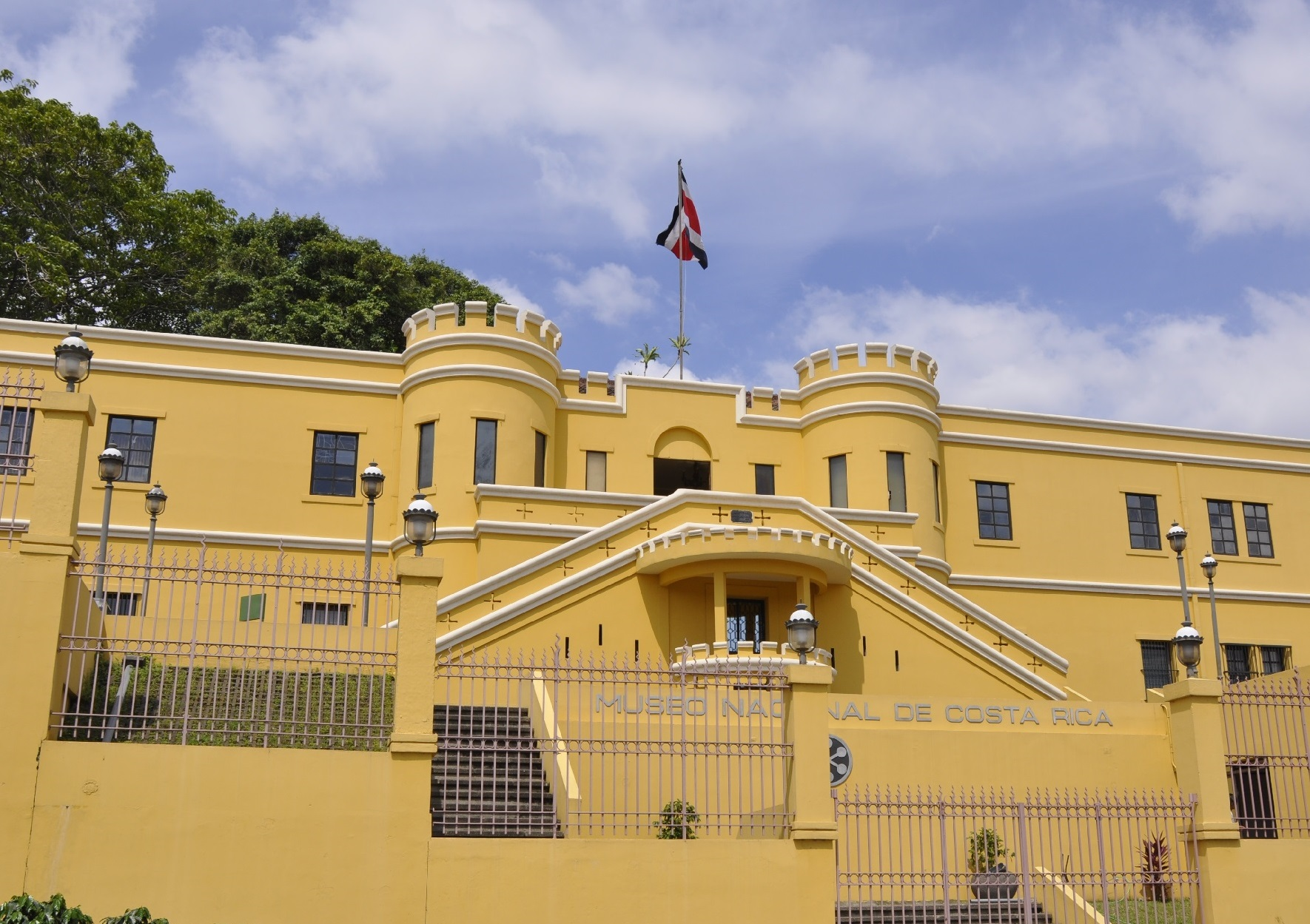
Museo Nacional, obra del arquitecto José María Barrantes

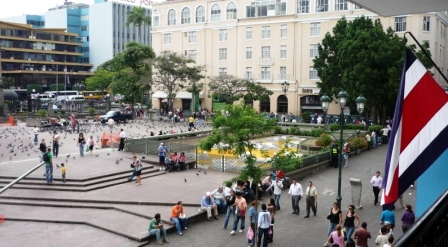
Plaza de la Cultura, Museos BCCR y Museo del Oro Precolombino, San José, J.Bertheau, J.Borbón, E.Vargas, 1975.

La institución vela por el cumplimiento de normas básicas que regulan la actividad profesional de su gremio en el país. Para ello, establece diversos reglamentos y códigos, de acatamiento legal obilgatorio en todo el país, entre ellos:
- Porcentajes mínimos a cobrar por proyecto, para evitar la competencia desleal
- Tribunal de resolución de conflictos, para mediar a la hora que se presente un desacuerdo de alguna índole
- Fondo de Mutualidad, para apoyar a sus agremiados en lo económico
- Sistema digital APC, "Administración de Permisos de Construcción"
- Otras

## Fines primordiales
"Los fines primordiales del Colegio Federado de Ingenieros y de Arquitectos de Costa Rica, son los siguientes:
a) Estimular el progreso de la ingeniería y de la arquitectura, así como de las ciencias, artes y oficios vinculados a ellas.
b) Velar por el decoro de las profesiones, reglamentar su ejercicio y vigilar el cumplimiento de lo dispuesto en esta ley, su reglamento y reglamentos especiales del Colegio Federado, así como lo dispuesto en las leyes y reglamentos relativos a los campos de aplicación de las profesiones que lo integran.
c) Promover las condiciones educativas, sociales, económicas, técnicas, artísticas y legales necesarias para la evolución de las profesiones que lo integran y cooperar con las instituciones estatales y privadas en todo aquello que implique mejorar el desarrollo del país.
d) Promover la contribución de las profesiones en forma dinámica en su aplicación en asuntos de interés público, para lo cual nombrará comisiones permanentes de análisis y estudio de los problemas nacionales.
e) Organizar, patrocinar y participar en congresos, seminarios, publicaciones, conferencias, exposiciones y en todos aquellos actos que tiendan a la mayor divulgación y progreso de las profesiones que lo integran, así como promover la técnica, las artes y la cultura.
f) Defender los derechos de sus miembros y gestionar o acordar, cuando ello fuere posible, los auxilios que estime necesarios para proteger a sus colegiados.
g) Dar opinión y asesorar a los Poderes del Estado, organismos, asociaciones e instituciones públicas y privadas, en materia de la competencia de los diferentes colegios que integran el Colegio Federado.
h) Mantener el espíritu de unión entre los miembros de los diferentes colegios y fomentar la colaboración recíproca y la integración de las profesiones.
i) Promover el acercamiento y cooperación con otros colegios, sociedades y asociaciones profesionales, de técnicos, cos-tarricenses y extranjeros; y en especial ayudar a realizar los propósitos de integración profesional centroamericana.
j) Procurar expresamente la formación, dentro del seno de cada uno de los colegios, de las asociaciones que lleguen a acordar aquellos de sus miembros que ejerzan actividades afines o especialidades, como medio de estimular el acercamiento profesional. El reconocimiento y las relaciones de estas asociaciones con los colegios respectivos serán reguladas por un reglamento especial."

## Incorporación al colegio
De acuerdo a los estatutos del colegio, la pauta para evaluar la posible incorporación al colegio es dada por los estándares de la Universidad de Costa Rica, por lo que los profesionales no graduados de esta casa de estudios deben equiparar su título con los de la UCR. Las ceremonias de incorporación se realizan cuatro veces al año, usualmente en el Auditorio Nacional del Museo de los Niños, y son presididas por la junta directiva del colegio.

## Colegios miembros
Agrupa los distintos colegios de sus campos de ocupación profesional:
- Colegio de Arquitectos de Costa Rica
- Colegio de Ingenieros Civiles de Costa Rica, CiC
- Colegio de Ingenieros Electricistas, Mecánicos e Industriales de Costa Rica, llamado por sus siglas, CIEMI
- Colegio de Ingenieros Topógrafos de Costa Rica
- Colegio de Ingenieros Tecnólogos de Costa Rica, que agrupa a los ingenieros de disciplinas distintas a las anteriormente mencionadas (por ejemplo, ingenieros radiólogos, etc.)

## Junta directiva
La comprenden dos miembros de cada una representado las juntas directivas de todos los colegios asociados al CFIA.

## Promoción profesional
El CFIA y sus colegios, organizan una serie de congresos, bienales, curos de formación continua, certificaciones de actualización profesional, actividades culturales y recretivas, y galardones como el ""\Premio Nacional de Arquitectura José María Barrantes".

## El edificio
Es obra de Hernán Jiménez Fonseca, reconocido arquitecto costarricense. Se encuentra en Granadilla, Curridabat, a unos 5km del centro de San José, y a 50m del San José Indoor Club.
Su construcción se dio en los años 70s, y predomina el uso franco de materiales como el concreto expuesto o visto, el vidrio, y a nivel de acabados, también se emplea madera.
El edificio presenta una configuración piramidal inversa que genera un voladizo amplio que genera un acceso cobijado de los elementos. A nivel interno, tiene varios pisos donde se alojan los distintos cuerpos que componen el colegio, y también cuenta con un salón de cuádruple altura, donde se realizan comidas y actividades oficiales.
También cuenta con un auditorio hecho en ladrillo, concreto y madera, que ofrece una excelente acústica y sirve para llevar a cabo charlas y capacitaciones de diversas índoles.